# Dunkles Lungenkraut
Das Dunkle Lungenkraut (Pulmonaria obscura) ist eine Pflanzenart innerhalb der Familie der Raublattgewächse (Boraginaceae). Sie ist von Nord- bis Mitteleuropa verbreitet.

## Beschreibung

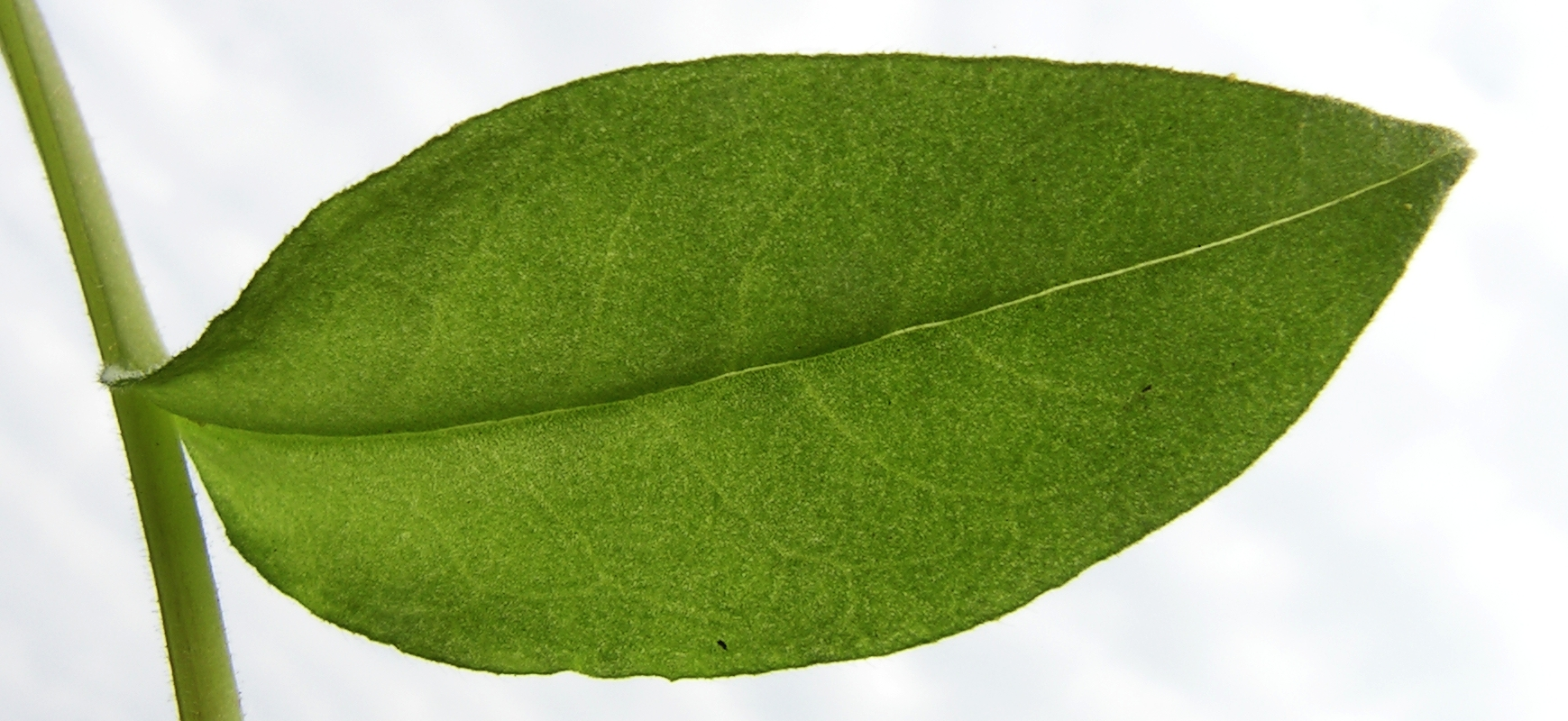
Stängel und einfaches Laubblatt

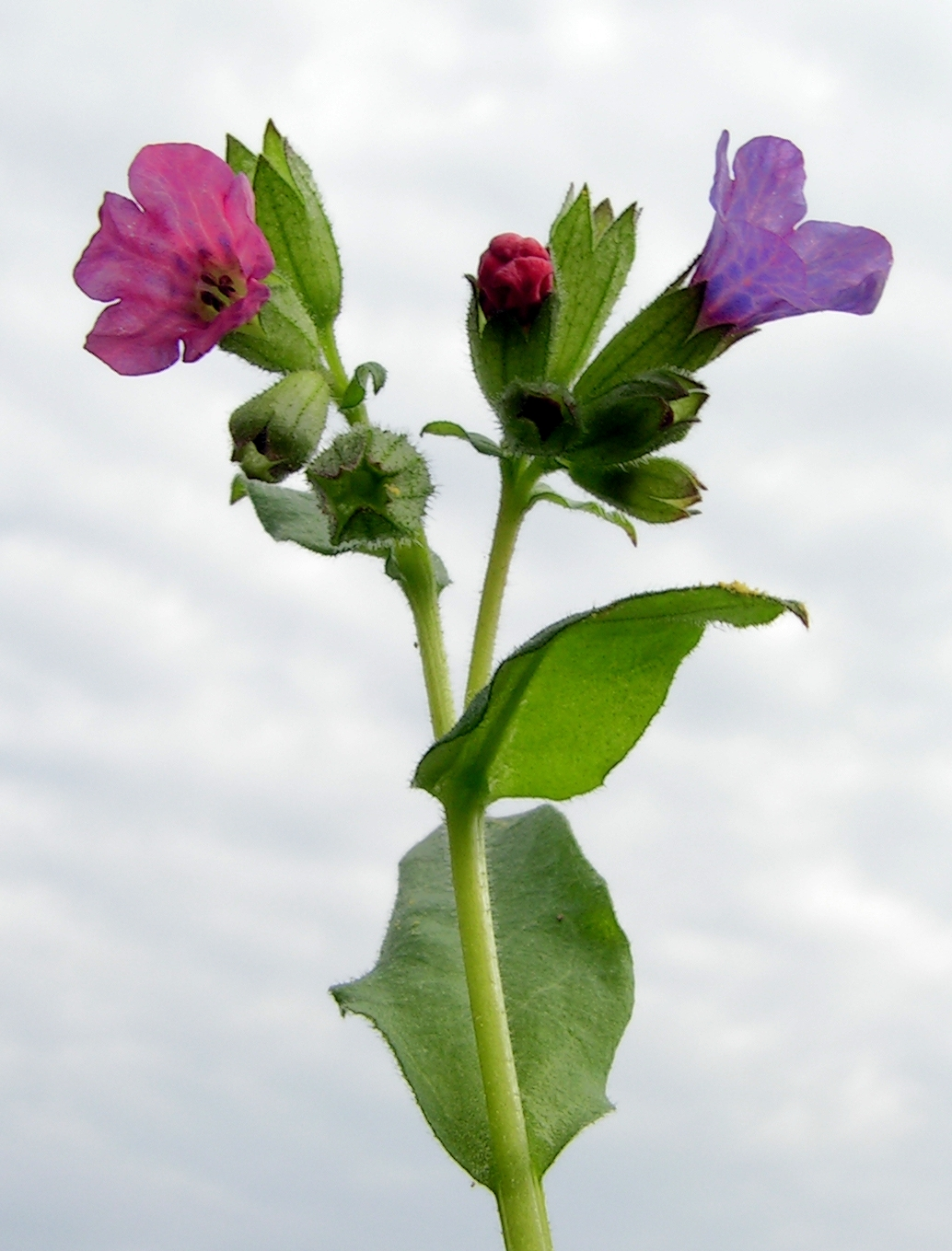
Blütenstand mit Blüten im Detail

### Vegetative Merkmale
Das Dunkle Lungenkraut ist eine ausdauernde krautige Pflanze und erreicht Wuchshöhen von 10 bis 20, manchmal auch bis zu 30 Zentimetern. Der aufrechte Stängel ist im oberen Teil und an den Blütenstandsverzweigungen mit starken Borsten, Stieldrüsen und weichen Haaren besetzt (Indument). 
Die Laubblätter sind weicher behaart, 4 bis 6 Zentimeter lang, 1 bis 2 Zentimeter breit und nur sehr selten an den Nerven etwas hellfleckig. Die grundständigen Sommerblätter sind einen 5 bis 10 Zentimeter langen Blattstiel und Blattspreite gegliedert. Ihre einfache Blattspreite ist bei einer Länge von 4 bis 12 Zentimetern etwa doppelt so lang wie breit und herzförmig-länglich mit zugespitztem oberen Ende. 

### Generative Merkmale
Die Blütezeit reicht vorwiegend von März bis Mai. Die Blüten sitzen in am Grund beblätterten Wickeln. Die zwittrigen Blüten sind fünfzählig mit doppelter Blütenhülle. Die Blütenkrone ist 10 bis 15 Millimeter lang, anfangs rosafarben und später rotviolett. Die Kronröhre ist unter dem Haarring kahl. 
Die Nüsschen haben eine Länge von 3,5 bis 4 Millimeter, sind anfangs kurz behaart, später kahl und glänzend braun bis schwarz gefärbt.
Die Chromosomengrundzahl beträgt x = 7; es wurde Diploidie, Triploidie und Tetraploidie mit Chromosomenzahl 2n = 14, 21 und 28 nachgewiesen.

## Vorkommen
Pulmonaria obscura kommt in Südeuropa, in Ost-, Mittel- und Nordeuropa vor, außerdem in der Türkei und in Westsibirien.  Es ist ein gemäßigt-kontinentales Florenelement. Sie ist die in Mitteleuropa meistverbreitet vorkommende Pulmonaria-Art. In Österreich ist das Dunkle Lungenkraut sehr selten und gefährdet, während es in der Schweiz verbreitet zu finden ist.
Das Dunkle Lungenkraut kommt in Deutschland verbreitet bis zerstreut vor. Im Norden und im Alpenvorland ist es streckenweise selten oder fehlt ganz.
Das Dunkle Lungenkraut wächst in Laub- und Nadelmischwäldern. Es gedeiht am besten auf sickerfeuchten, nährstoffreichen, basenreichen, aber nicht immer kalkhaltigen Böden. Es ist in Mitteleuropa eine Charakterart der Ordnung Fagetalia.
Die ökologischen Zeigerwerte nach Landolt et al. 2010 sind in der Schweiz: Feuchtezahl F = 3+ (feucht), Lichtzahl L = 2 (schattig), Reaktionszahl R = 4 (neutral bis basisch), Temperaturzahl T = 3+ (unter-montan und ober-kollin), Nährstoffzahl N = 3 (mäßig nährstoffarm bis mäßig nährstoffreich), Kontinentalitätszahl K = 4 (subkontinental).

## Systematik
Die Gattung Pulmonaria ist ausgesprochen komplex und schwierig. Zwischen den einzelnen Arten existieren zahlreiche Übergänge sowie hybride Formen. Teilweise sind die spezifischen Sippen nur durch Chromosomenanalyse bestimmbar. Die Verbreitungsangaben in der Literatur sind dadurch häufig nicht vollständig bzw. falsch. 